# Haaktandlantaarnhaai
De haaktandlantaarnhaai (Aculeola nigra) is een vis uit de familie Etmopteridae (volgens oudere inzichten de familie Dalatiidae) en behoort in elk geval tot de orde van doornhaaiachtigen (Squaliformes). De vis kan een lengte bereiken van 60 centimeter.

## Leefomgeving
De haaktandlantaarnhaai is een zoutwatervis. De vis leeft op vrij grote diepte aan de bovenkant van de helling van het continentaal plat op een diepte van 100 tot 550 meter onder het wateroppervlak ter hoogte van Midden-Chili en Peru in het zuidoosten van de Grote Oceaan.

## Relatie tot de mens
De haaktandlantaarnhaai is voor de beroepsvisserij van geen belang. Verder is er weinig over deze soort haai bekend. De IUCN vreest dat deze soort kwetsbaar (als bijvangst) zou kunnen worden voor de langelijnvisserij op grote diepte, omdat hij maar in een beperkt zeegebied voorkomt. Gegevens hierover ontbreken.